# Сю Бай Хуей
Сю Бай Хуей (на китайски: 徐百慧) е китайска актриса. Родена е на 3 август 1983 г. в Чанчун, провинция Дзилин, Китай. През 2002 г. завършва специалност „Актьорско майсторство“ в Централната драматична академия в Пекин.